# Justin Briggs
Justin De'Jon Briggs (Okinawa; 19 de septiembre de 1997) es un baloncestista estadounidense con ciudadanía japonesa que pertenece a la plantilla del Maroussi BC de la A1 Ethniki griega. Con 2,08 metros de estatura, juega en la posición de pívot. 

## Trayectoria deportiva

### Universidad
Jugó cinco temporadas con los Wildcats de la Universidad Estatal de California, Chico, en las que promedió 9,7 puntos, 6,8 rebotes y 1,2 tapones por partido. Fue incluido en su última temporada en el equipo en el mejor quinteto de la California Collegiate Athletic Association y elegido además jugador defensivo del año de la conferencia.

### Profesional
Tras no ser elegido en el Draft de la NBA de 2020, tuvo que esperar hasta enero de 2021 para firmar su primer contrato profesional con el Kapfenberg Bulls de la liga austriaca. En su primera temporada promedió 5,3 puntos y 4,3 rebotes por partido.
El 19 de noviembre de 2023 fichó por el MKE Ankaragucu de la TBL, el segundo nivel del baloncesto turco. Jugó solo ocho partidos, promediando 12,1 puntos y 7,4 rebotes.
El 18 de enero de 2024 firmó con el Hapoel Afula B.C. de la Liga Leumit israelí, donde jugó hasta final de temporada, promediando 10,1 puntos y 7,1 rebotes por partido.
El 2 de agosto de 2024 fichó por el KK Lietkabelis de la LKL lituana, pero solo disputó tres partidos de liga y otros cinco de Eurocup antes de ser cortado, fichando el 26 de diciembre por el Cholet Basket de la LNB Pro A francesa. Tras disputar dos partidos fue despedido.
El 21 de febrero de 2025 fichó por el Maroussi BC de la A1 Ethniki griega.